# Tsuyoshi Hayashi
Tsuyoshi Hayashi (林剛史) (Kobe, Japão, 15 de agosto de 1982), é um ator japonês.

## Filmografia

### Tokusatsu
- Kamen Rider Den-O - Tooru Terasaki (TV Asahi, 2007, Ep 30)
- Tokusou Sentai Dekaranger - Houji "Hoji" Tomasu (TV Asahi, 2004)

### Televisão
- Egoist - Goda Shunsuke (Fuji TV, 2009)
- ROOKIES - (TBS, 2008, ep6-8,10-11)
- Galileo - Murase Kensuke (Fuji TV, 2007)
- Onna Keiji Mizuki 2 - (TV Asahi, 2007, ep11)
- Shukan Akagawa Jiro - (TV Tokyo, 2007, ep6-10)
- Tantei Boogie - (TV Tokyo, 2006, ep3)
- Astro Kyudan - Uno Kyuichi (TV Asahi, 2005)
- H2 - Tsukigata (TBS, 2005)
- Hamano Shizuka wa Jiken ga Osuki - (Fuji TV, 2004, ep2)
- Onsen e Iko! 4 - (TBS, 2003)
- Kunimitsu no Matsuri - (KTV, 2003, ep10-11)
- Stand Up!! - (TBS, 2003, ep4,6)
- Marusa!! - (Fuji TV, 2003, ep9)
- Sky High - (TV Asahi, 2003, ep7)

### Filmes
- Giniro no Season -  (2007)
- Tsubaki Sanjuro - Bunji Terada (2007)
- Shiawase no Switch - Yuya Suzuki (2006)
- Mahou Sentai Magiranger vs. Dekaranger - Houji "Hoji" Tomasu (2006)
- Tokusou Sentai Dekaranger vs. Abaranger - Houji "Hoji" Tomasu (2005)
- Tokusou Sentai Dekaranger the Movie: Full Blast Action - Houji "Hoji" Tomasu (2004)

### Dublagem
- Power Rangers: Space Patrol Delta - Sky Tate/SPD Blue Ranger